# Reclamação individual
Reclamação individual (em francês:  reprise individuelle) é uma forma de ação direta, que se caracteriza pelo roubo individual de recursos dos ricos pelos pobres. A Reclamação Individual ganhou a atenção popular no início do século XX, como resultado da exploração dos anarquistas e estrangeiros, como Ravachol e Clément Duval, que acreditavam que tais desapropriações eram éticas por causa da exploração de sociedade pelos capitalistas (ver Anti-capitalismo). Defesa centrada na França, Bélgica, Grã-Bretanha e Suíça. Diversos individualistas se viram nessas regiões em condições de necessidade e resolveram se retirar da economia criando associações ao caminho da auto-suficiência e outros tomaram em direção ao ilegalismo usando da apropriação individual das riquezas, mesmo assim tais práticas se tornaram depois estilo de vida para vários individualistas.

## Origens Conceituais
Em 1840, Pierre Joseph Proudhon, anarquista francês, escreveu o Que É a Propriedade?, uma questão para a qual ele famosamente respondeu: "propriedade é roubo". Por isso, Proudhon quis dizer que a legítima propriedade privada pode resultar apenas do trabalho individual e todo o outro capital foi na verdade, roubado. Esta visão económica do mundo convergiu na mente de radicais como o teórico russo Mikhail Bakunin com o conceito da propaganda pela ação, o uso de violência física contra inimigos políticos, como um método de inspirar as massas.
Um setor marginal do anarquismo individualista europeu derivou da ideia de reclamação individual como um meio de derrubar o que eles percebiam como o roubo da classe trabalhadora pelos capitalistas, os políticos e a igreja. A expropriação foi considerada como legítima resistência contra uma ordem social injusta, uma direito ético para até mesmo a distribuição da riqueza.

## Prática
Praticantes bem conhecidos da reclamação individual incluem Ravachol e Clément Duval. Uma geração posterior de Europeus anarquistas, influenciado pelo anti-essencialismo de Max Stirner, acabaria por abandonar a ética de enquadramento individual de recuperação, propondo uma ideologia de ilegalismo e abertamente abraçando a criminalidade como um estilo de vida. O mais famoso desses praticantes foi o infame Bando Bonnot da França.
No século XX, Lucio Urtubia, espanhol e praticante de recuperação individual, roubou milhões do Citibank, por meio da formação de cheques de viagem. Entre 1993 e 2007, Jaime Giménez Arbe roubou 36 bancos na Espanha, levando mais do que €700.000 euros, no que ele descreveu como um esforço "para libertar o povo espanhol" do sector bancário.